# جامانده (فیلم ۲۰۰۲)
جامانده (انگلیسی: Stranded) یک فیلم تلویزیونی آمریکایی در سبک درام و ماجراجویی به کارگردانی چارلز بیسون است.